# Fornax 5
Fornax 5 ist ein Kugelsternhaufen in der etwa 140 kpc entfernten Fornax-Zwerggalaxie im Sternbild Chemischer Ofen (Fornax). Der Sternhaufen wurde im Jahr 1961 von Paul William Hodge beschrieben, der ihn auf Aufnahmen aus den Jahren zuvor des ADH-Baker-Schmidt-Teleskops mit einer Apertur von 81 cm erkannte.